# De-LAX NEUROMANCER '89 SPIRITS A GO-GO TOUR
『De-LAX NEUROMANCER '89 SPIRITS A GO-GO TOUR』(デラックス ニューロマンサー はちじゅうきゅう スピリッツ ア ゴーゴー ツアー)は、1990年2月21日に発売されたDe-LAXの映像作品。通算1作目となるライブ・ビデオである。発売元はフォーライフ・レコード。

## 概要
- De-LAXとしては初となるライブ・ビデオ。
- 2ndアルバム『NEUROMANCER』をひっさげ、De-LAX史上最大規模となる26か所56公演を行ったアルバムツアー『De-LAX NEUROMANCER '89 "SPIRITS A GO-GO"』のうち、1989年12月14日の日本武道館公演を映像化したビデオで、一部8月31日の日清パワーステーション公演の『"CRAZY BOYS"』と題した男限定ライブの模様や、ロンドンでの様子が含まれている。また、完全収録ではないものの、この日のライブを曲順に沿った形で楽しめる。
- ミニ写真集とこのビデオに収録された楽曲の歌詞カード付。

## 今ツアーのライブ会場
- 太文字が今回映像化されたライブである。

| 開催日時 | 会場                               |
| 1989年   | 1989年                             |
| -------- | ---------------------------------- |
| 8月4日   | 日清パワーステーション             |
| 8月5日   | 弥彦総合文化会館                   |
| 8月6日   | 日本青年館                         |
| 8月11日  | 日清パワーステーション             |
| 8月17日  | 日清パワーステーション             |
| 8月18日  | 川崎クラブチッタ                   |
| 8月20日  | 富士急ハイランド                   |
| 8月24日  | 日清パワーステーション             |
| 8月31日  | 日清パワーステーション             |
| 9月2日   | 大阪ミューズホール                 |
| 9月3日   | 大阪ミューズホール                 |
| 9月5日   | 京都ビッグバン                     |
| 9月6日   | 京都ビッグバン                     |
| 9月15日  | 名古屋E.L.L.                       |
| 9月16日  | 名古屋E.L.L.                       |
| 9月29日  | TBSホール                          |
| 10月9日  | 仙台141スタジオ                    |
| 10月10日 | 仙台141スタジオ                    |
| 10月13日 | 弘前スペースデネガ                 |
| 10月14日 | 弘前スペースデネガ                 |
| 10月20日 | 札幌メッセ                         |
| 10月21日 | 札幌メッセ                         |
| 10月25日 | 金沢バンバンV4                     |
| 10月26日 | 金沢バンバンV4                     |
| 10月28日 | 前橋ラタン                         |
| 10月29日 | 前橋ラタン                         |
| 11月3日  | 愛知医科大学(学園祭)               |
| 11月5日  | 中央大学(学園祭)                   |
| 11月9日  | 広島ウッディーストリート           |
| 11月10日 | 広島ウッディーストリート           |
| 11月12日 | 福岡ビブレホール                   |
| 11月13日 | 福岡ビブレホール                   |
| 11月15日 | 高松オリーブホール                 |
| 11月16日 | 高知キャラバンサライ               |
| 11月18日 | 太田市民会館(関東学園大学の学園祭) |
| 12月4日  | 名古屋勤労会館                     |
| 12月6日  | 大阪厚生年金中ホール               |
| 12月14日 | 日本武道館                         |
| 12月16日 | 渋谷公会堂                         |
| 12月31日 | 新宿コマ劇場                       |
| 1990年   |                                    |
| 1月13日  | 日清パワーステーション             |
| 1月31日  | 川崎クラブチッタ                   |
| 2月1日   | 日本武道館                         |

## セットリスト
- 映像化されたライブ当日のセットリストは以下の通り。

### 1989年12月14日 日本武道館公演
1. NEUROMANCER
2. POP IS MY LIFE
3. CRISIS ’99
4. LONE WOLF
5. SUPERCADILLAC
6. TEENAGE WILD
7. MAYBE SUNDAY
8. MISTY MEMORY
9. G.N.A.
10. Mr.Cupid
11. WEEKEND
12. ダイヤモンドの夜
13. SERIOUS MOOD
14. CYBERSEX
15. GREEN FLASH
16. WAR DANCE
17. CRAZY BOY
18. SPIRITS A GO-GO
19. 熱帯LADY
20. BE MY ANGEL
21. BLUE HEART LOVER
22. SENSATION

## 収録曲
1. NEUROMANCER
2. POP IS MY LIFE
3. LONE WOLF
4. SUPERCADILLAC
5. Mr.Cupid
6. WEEKEND
7. SERIOUS MOOD
8. CYBERSEX
9. WAR DANCE
10. CRAZY BOY
11. SPIRITS A GO-GO
12. SENSATION
13. CANDY
クレジットの場面だが、曲の途中でクレジットが終了し、画面に何も映らなくなるが、曲自体はそのまま流れる状態である。